# كوكاتو جزر سليمان
كوكاتو جزر سليمان (الاسم العلمي: Cacatua ducorpsii)، هو نوع من الكوكاتو متوطن في أرخبيل جزر سليمان.